# Agapetus padanus
Agapetus padanus là một loài Trichoptera trong họ Glossosomatidae. Chúng phân bố ở miền Cổ bắc.